# Paijkull
Paijkull är en adlig ätt från Estland känd sedan 1344. Namnet förekommer i flera former som von Paykull, Paykull, Paydkull, Paytkull, Paiküll, Paijkull och Paykel.
Äldsta med säkerhet kända stamfader är Tyska ordens vasall i Wierland Brant Paytkull (nämnd 1461 och 1474). Hans sonsons sonson Göran Paijkull (1605–1657) gick i svensk krigstjänst och deltog med stor utmärkelse under stora delar av 30-åriga kriget, nådde slutligen generallöjtnants grad och upphöjdes till friherre 1651, introducerades på nummer 33, samt utnämndes till riksråd 1654. Hans gren utslocknade redan med hans son ryttmästaren och kammarherren Gustaf Carl Paijkull som stupade vid slaget vid Lund 1676.
En ättling till ovannämnda Brant Paytkull i nionde led var löjtnanten vid Svenska artilleriet sedermera majoren Carl Fredrik Paijkull (1719–1789), som var son till Johan Fredrik Paijkull och Anna Elisabeth von Berendtz vars mor var en Aminoff. Han naturaliserdes såsom svensk adelsman 1756, och introducerades på riddarhuset samma år under nr 1978. Hans första hustru var Beata Charlotta Simming, en kyrkoherdesdotter vars morfar var Daniel Djurberg. Hans andra hustru var en Wattrang, men han fick bara barn i första äktenskapet varav alla utom Gustaf Paijkull, avled i barnaåren.
Gustaf Paijkull upphöjdes 1818 i friherrligt stånd, med namnet von Paykull, enligt §37 i 1809 års regeringsform enligt vilken endast huvudmannen äger friherrlig värdighet. Övriga släktmedlemmar tillhör därmed den adliga ätten 1978. Första hustrun var friherrinnan Ehrensvärd vars mor var en Gyllenborg, den andra hustrun en brukspatrondotter Möller, och den tredje en Sandels. En dotter i första äktenskapet gifte sig Pfeiff och en dotter i andra med Braunerhielm och von Bahr. Äldste sonen Johan Gustaf, född i andra äktenskapet, blev friherre vid faderns död, och var verksam som diplomat i bland annat Köpenhamn och Florens. En son i tredje äktenskapet, Carl Samuel, var kammarherre och ägde Ledinge i Knivsta, samt hade en friherrinna Stiernstedt till hustru. Sedan diplomaten friherre Johan Gustaf von Paykull inte fick barn, blev Carl Samuel Paijkulls son kaptenen Lars Gustaf friherre, och den friherrliga ätten stammar från hans första hustru Selma Adolfina Löwenström från Visby.
Både den adliga ätten Paijkull och friherrliga ätten von Paykull fortlever.

## Personer med efternamnet Paijkull eller von Paykull
- Fredrique Paijkull (1836–1899), folkhögskolepionjär
- Georg (Göran) Paijkull (1605–1657), krigare, riksråd
- Gunilla Paijkull (född 1943), idrottsledare
- Gustaf von Paykull (1757–1826), författare, zoolog
- Lilly Paykull (1870–1951), läkare
- Otto Arnold Paijkull (1662–1707), alkemist
- Wilhelm Paijkull (1836–1869), geolog, kemist